# 小仏トンネル
小仏トンネル （こぼとけトンネル）は、東京都八王子市と神奈川県相模原市緑区の都県境にあるトンネルである。都県境の小仏峠（標高548m）付近の山を貫いている。JR中央本線のトンネルと中央自動車道のトンネルで同一名称が使われている。
国道20号は小仏峠より南の大垂水峠を越えるが、元々江戸時代以来の甲州街道は小仏峠越えの道であった。しかし勾配が急で車道化が困難であったため、1888年（明治21年）に大垂水峠越えの道へ指定変更されたものが今日の国道20号に引き継がれている。一方、鉄道と高速道路は直線的なルートが望まれたことから、大垂水峠ではなく小仏峠にトンネルが造られた。

## 中央本線 小仏トンネル・新小仏トンネル
東日本旅客鉄道（JR東日本）の中央本線（中央東線）高尾駅 - 相模湖駅間にあるトンネル。「あずさ」や「かいじ」などの特急列車が走り、東京から大月、河口湖、甲府方面へ向かうルートとして機能している。
トンネルの断面が小さいため、パンタグラフの最低作用高さや折り畳み高さが大きい電気車（電気機関車と電車）は通過できない。そのため、通過可能な車両と不可能な車両が判別できるよう、通過可能な車両には車両番号横に◆マークが付けられている。また、かつてはパンタグラフ取り付け部分の天井や屋根を低くした「低屋根車」も存在した。

### 諸元（中央本線）
小仏トンネル
全長：2,574 m　単線。上り列車専用
官設鉄道によって造られたトンネル。途中から勾配が40分の1（25 ‰）となる難所で（多くのトンネルは800分の1=1.25 ‰）、乗客は暗闇の中、熱気と煤煙に加えて、機関車が空転する轟音に悩まされた。
新小仏トンネル
全長：2,594 m　単線。下り列車専用
同区間の複線化時に開通。

### 沿革（中央本線）
- 1901年（明治34年）8月1日 - 八王子 - 上野原間開通。小仏トンネル供用開始。
- 1964年（昭和39年）9月29日 - 高尾駅 - 相模湖駅間複線化。新小仏トンネル供用開始。既設の小仏トンネルは上り線専用、新小仏トンネルは下り線専用となった。
- 1987年（昭和62年）4月1日 - 国鉄分割民営化に伴いJR東日本に継承。

## 中央自動車道 小仏トンネル・小仏第二トンネル
中央自動車道の八王子JCTから相模湖東出口（下り線）、相模湖IC（上り線）の間にあるトンネル。
上り線用と下り線用の2本のトンネルに分かれており、それぞれ2車線である。正式名称は下り線が「小仏トンネル」、上り線が「小仏第二トンネル」だが、一般には両方を併せて小仏トンネルと呼ぶ。

### 諸元（中央自動車道）
小仏トンネル
全長：1,642m
小仏第二トンネル
全長：2,002m
トンネル内の壁面に東京都と神奈川県の都県境が書かれている。

### 沿革（中央自動車道）
- 1968年（昭和43年）12月20日 - 八王子IC - 相模湖IC開通に伴い供用開始。
- 2001年（平成13年）11月 - 上り線の天井版撤去[2]。
- 2003年（平成15年）11月 - 下り線の天井版撤去[2]。
- 2005年（平成17年）10月1日 - 日本道路公団民営化に伴い中日本高速道路に継承。

### 隣の施設
E20 中央自動車道
(6)八王子JCT - 小仏トンネル - (7)相模湖東出口（下り線出口） - (8)相模湖IC

### 渋滞
トンネル手前は上り坂であるため、土休日、5月のゴールデンウィークやお盆、シルバーウィーク、年末年始をはじめとした繁忙期には度々渋滞が発生する。激しい場合は、上り線は大月JCT付近まで渋滞する場合があるほか、近接する八王子JCTから圏央道の両方向へ渋滞が延びる場合がある。

### 小仏トンネル付加車線設置事業
2007年（平成19年）末、上り線のトンネル手前の区間に登坂車線が設けられ、2012年（平成24年）から登坂車線を走行車線に変更することにより、3車線での運用を行っている。この区間では、2010年（平成22年）1月28日から2011年（平成23年）6月8日まで現在の車線運用での効果渋滞削減実験が行われていた。
国土交通省は、首都圏の高速道路で土休日を中心に渋滞が常態化している場所を改良するため、新たなトンネルを掘削する方向で2011（平成23）年度内に関係機関による準備会を立ち上げ、2012（平成24）年度から具体的な検討に入り同年度予算に関係箇所の調査費を計上した。2015年（平成27年）3月25日の同省作業部会では、上り線の渋滞対策案として、延長3.5 km・1車線のトンネルを新設し、旧登坂車線をそのまま八王子方面に引き込むと同時に、トンネル以東の1.5 km区間も車線運用の見直しによって3車線化する案が了承された。
新設トンネル（仮称「新小仏トンネル」）は、2015（平成27）年度からの現地測量と設計を経て、2021年（令和3年）3月から本体工事に入った。延長2,304 m、工期69カ月を予定している。完成後は1車線運用となるものの、将来的に既存の小仏トンネルの改修を行う場合などを考慮し、幅員は2車線化が可能な8.0 mを確保する。これにより、相模湖バスストップから八王子JCTまで3車線での通行が可能となる予定である。
また当面の対策として、2019年（令和元年）4月から既存の小仏トンネル上り線内において、走行速度の低下をセンサーが感知したときに大型の指向性スピーカーで速度回復を促すメッセージ放送を開始した。中日本ハイウェイ・エンジニアリング東京と共同で導入したこの取り組みにより、渋滞緩和に有意な効果がみられている。

### 関連商品
中央自動車道の石川パーキングエリア（上り線）では「小仏トンネルロールケーキ」を販売している。